# Schwedische Badmintonmeisterschaft 1975
Die Schwedische Badmintonmeisterschaft 1975 fand vom 31. Januar bis zum 2. Februar 1975 in Malmö statt.

## Medaillengewinner
| Disziplin    | Gold                           | Silber                           | Bronze                          |
| ------------ | ------------------------------ | -------------------------------- | ------------------------------- |
| Herreneinzel | Sture Johnsson                 | Thomas Kihlström                 | Kurt Johnsson                   |
| Herreneinzel | Sture Johnsson                 | Thomas Kihlström                 | Lars Wengberg                   |
| Dameneinzel  | Anette Börjesson               | Eva Stuart                       | Carlotte Karlsson               |
| Dameneinzel  | Anette Börjesson               | Eva Stuart                       | Anita Steiner                   |
| Herrendoppel | Thomas Kihlström Bengt Fröman  | Tommy Theorin Gert Perneklo      | Sture Johnsson Ola Eriksson     |
| Herrendoppel | Thomas Kihlström Bengt Fröman  | Tommy Theorin Gert Perneklo      | Claes Nordin Christian Lundberg |
| Damendoppel  | Anette Börjesson Ewa Carlander | Karin Lindquist Kathryn Ekengren | Eva Stuart Britt-Marie Larsson  |
| Damendoppel  | Anette Börjesson Ewa Carlander | Karin Lindquist Kathryn Ekengren | Karin Olsson Agneta Lundh       |
| Mixed        | Bengt Fröman Karin Lindquist   | Gert Perneklo Eva Stuart         | Willy Lund Britt-Marie Larsson  |
| Mixed        | Bengt Fröman Karin Lindquist   | Gert Perneklo Eva Stuart         | Lars Wengberg Anette Börjesson  |